# 타예 아츠케 셀라시에
타예 아츠케 셀라시에 암데(암하라어: ታዬ አጽቀሥላሴ, 1956년 1월 13일~)는 에티오피아의 외교관이자 정치인으로, 2024년 10월 7일부터 에티오피아 대통령으로 재직 중이다. 그는 유엔에서 여러 차례 대사로 근무했다. 이 직책을 맡기 전에는 외교부 장관을 역임했다.

## 어린 시절 및 교육
타예는 에티오피아 제국 데바르크에서 태어났다. 그는 아디스아바바 대학교와 영국의 랭커스터 대학교에서 정치학, 국제 관계, 전략 연구로 졸업했다.

## 외교 경력
그는 2018년부터 유엔 주재 에티오피아 상임대표로 근무하고 있다. 유엔에 임명되기 전에는 로스앤젤레스에서 에티오피아 총영사로 워싱턴 D.C., 스톡홀름에서 전략적 역할을 수행했으며, 특히 이집트 주재 에티오피아 대사로 재직했다. 2023년 1월 18일, 타예는 장관급 외교 고문으로 임명되었다.
2024년 2월 8일, 그는 1월 26일, 데메케 메코넨이 사임한 후 데메케의 뒤를 이어 외무부 장관이 되었다.

## 대통령직
2024년 10월 7일, 그는 사흘러워르크 저우데의 뒤를 이어 에티오피아 대통령으로 갑작스럽게 임명되었다. 그의 임기는 추측과 여론의 논쟁 속에서 끝났다. 타예의 임명은 에티오피아에게 중요한 시기에 이루어졌으며, 내부 갈등에서 상당한 어려움을 겪었다.